# 馬自達V2族引擎

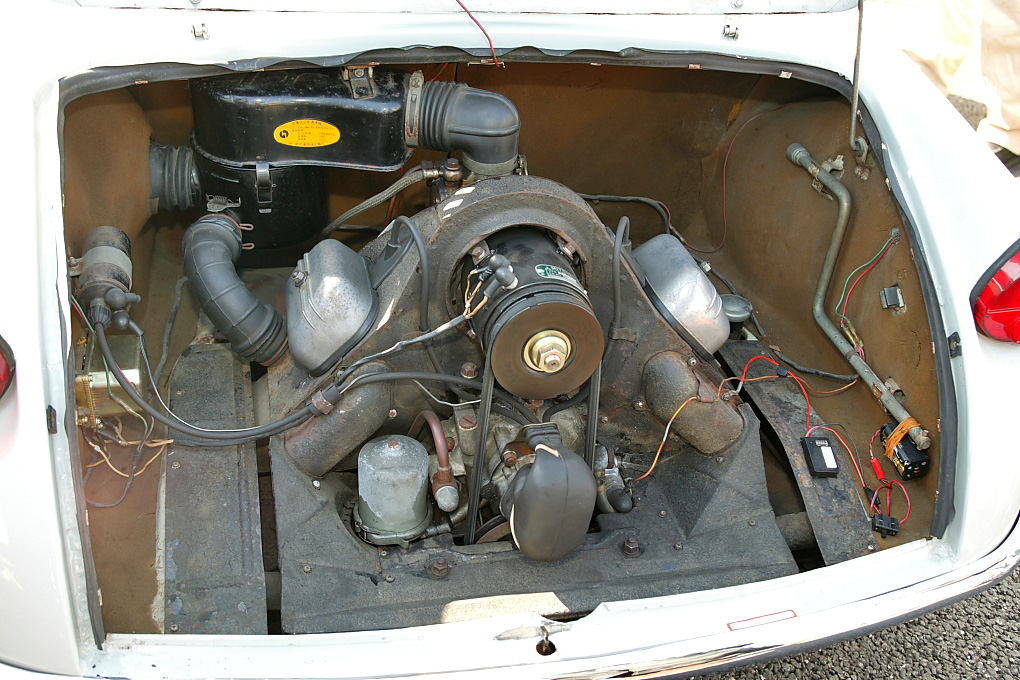
搭載於馬自達R360 Coupe的V型雙缸引擎

東洋工業（馬自達汽車公司前身）於1960年代起自三輪商用車跨入四輪乘用轎車領域，一開始採用的是V型雙缸引擎。雖然這種氣冷式的引擎被使用了幾年的光景，但該公司旋即改採直列四缸OHV引擎。

## BA型
東洋工業跨入四輪乘用轎車領域的里程碑為R360 Coupe，該款輕型轎車搭載一具排氣量356c.c.、氣冷式、夾角90°的V型雙缸引擎，缸徑60mm、衝程63mm，壓縮比8.0:1。採用OHV頂置四氣門推桿式設計，最大馬力16ps / 5,300rpm、最大扭力2.2kgm / 4,000rpm。車型：
1. 1960年-1969年：馬自達R360 Coupe
2. 1961年-1968年：馬自達B360
3. 1959年-1969年：馬自達K360

## EA型
此具EA型引擎乃是自356c.c.擴缸而來，採空冷式、四行程設計。最大馬力20ps / 4,300rpm，最大扭力3.8kg・m / 3,000rpm。車型：
1. 1959年-1971年：馬自達T600
2. 1961年-1968年：馬自達B600

## MB型
排氣量1,105c.c.的MB型引擎，採空冷式設計，最大馬力32.5ps。車型：
1. 1958年-1962年：馬自達Romper

## CT型
排氣量1,157c.c.、氣冷式V型二缸CT型引擎之最大馬力32ps，它是日本汽車界首創採用頂置氣門技術的引擎，且配有油壓式氣門間隙自動調整裝置，有效抑制引擎震動與噪音。車型：
1. 1950年9月：MAZDA號CT型三輪卡車

## 內部連結
- 馬自達引擎列表

## 外部連結
- （日語）マツダ・R360クーぺ詳しい仕様書 （页面存档备份，存于）